# Formigó pretesat
El formigó pretesat és un formigó al qual, de manera prèvia a la seva posada en servei, hom ha introduït un estat inicial favorable de tensions, normalment mitjançant el tesat d'armadures actives.

## Descripció de la tècnica
Prèviament a l'abocament del formigó, les armadures d'acer es sotmeten a esforços de tracció. Després s'aboca el formigó i aquest s'adhereix a les armadures mentre es produeix el seu enduriment. Una vegada el formigó s'ha endurit, es destesen les armadures i el formigó queda comprimit, cosa que confereix a la peça més resistència a esforços de tracció que una peça de formigó armat sense pretesar. És una tècnica de construcció que s'usa quan calen arcades o bigues d'una llargada important, com als ponts i altres estructures portadores grans.

## Normativa
La Instrucción de hormigón estructural (EHE 08), és el marc normatiu al qual s'estableixen els requisits a tenir en compte en el projecte i execució d'estructures de formigó a Espanya, tant en edificació com en enginyeria civil, amb l'objectiu d'assolir els nivells de seguretat adequats a la seva finalitat.